# Sudairi-Sieben

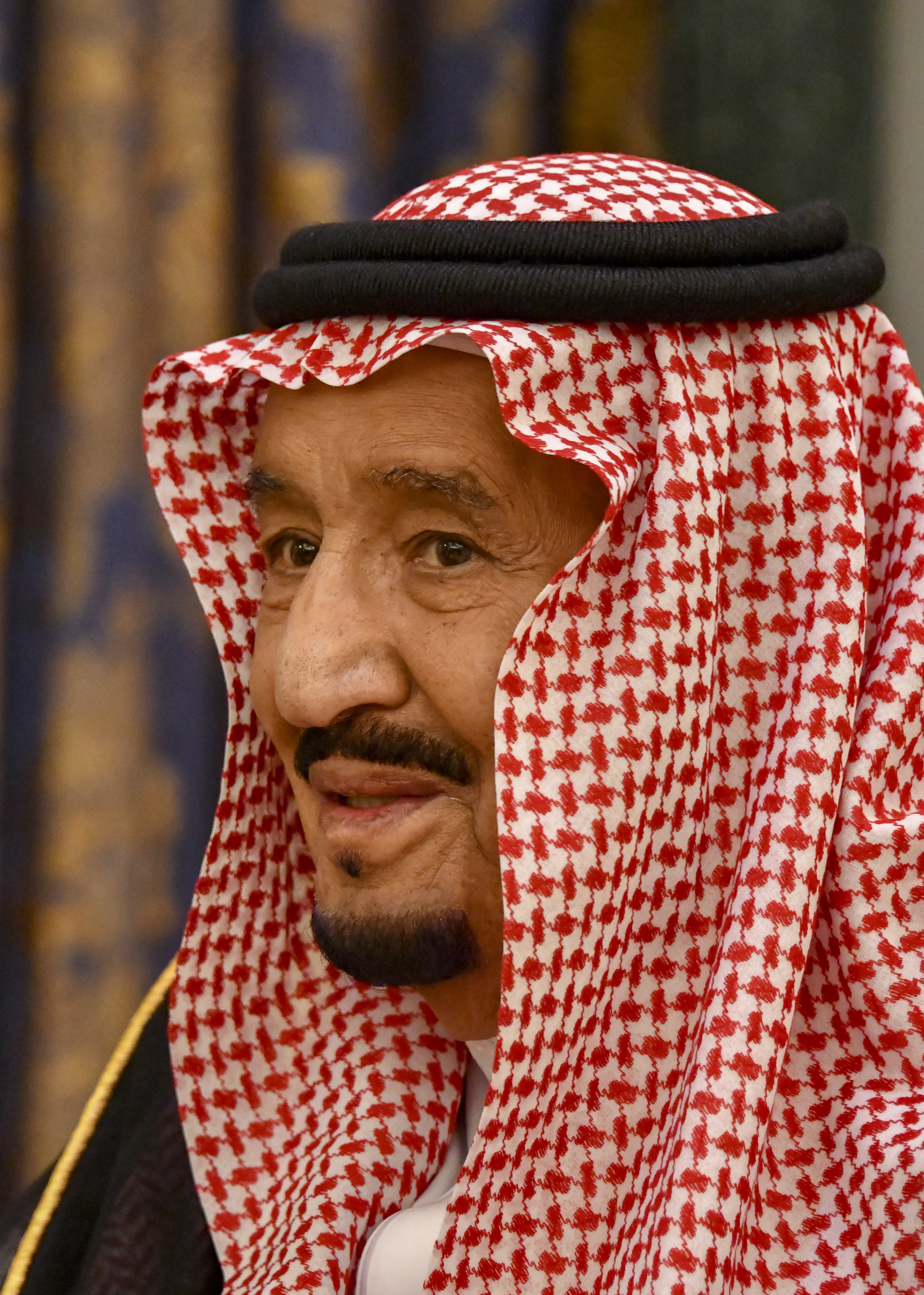
Salman ibn Abd al-Aziz, einer der Sudairi-Sieben, König von Saudi-Arabien seit 2015

Die  Sudairi-Sieben sind eine Gruppe von sieben Vollbrüdern innerhalb der Saudi-Dynastie. Ihr Vater war der saudi-arabische Staatsgründer und König Abd al-Aziz ibn Saud (1875 bis 1953), ihre Mutter dessen Lieblingsfrau Hussa bint Ahmed Al Sudairi (1900 bis 1969) aus der Familie Sudairi (arabisch السديري, DMG as-Sudairī), nach der die Gruppe benannt ist. Die Sudairi-Sieben und ihre Söhne spielen eine wichtige Rolle in der saudi-arabischen Politik und der Thronfolge. Zwei der Brüder wurden König Saudi-Arabiens: Fahd (1982 bis 2005) und Salman (seit 2015). 

## Die sieben Brüder
Es sind dies:
1. Fahd ibn Abd al-Aziz (1921/1923–2005), König von Saudi-Arabien vom 13. Juni 1982 bis zum 1. August 2005.
2. Sultan ibn Abd al-Aziz (1928–2011), erster stellvertretender Premierminister, Minister für Verteidigung und zivile Luftfahrt, Kronprinz (August 2005 – November 2011)
3. Abd ar-Rahman ibn Abd al-Aziz (1931–2017), Stellvertretender Verteidigungsminister (1978 bis November 2011)
4. Naif ibn Abd al-Aziz (1933–2012), Innenminister (1975–2012), Kronprinz (2011–2012)
5. Turki ibn Abd al-Aziz (1934–2016), Stellvertretender Verteidigungsminister (bis 1978), Botschafter; musste Saudi-Arabien verlassen und lebte in Kairo
6. Salman ibn Abd al-Aziz (* 1935), Gouverneur von Riad (1962–2011), Verteidigungsminister (ab 2011), Kronprinz (ab Juni 2012), König (seit Januar 2015)
7. Ahmed ibn Abd al-Aziz (* 1940), Stellvertretender Innenminister (1975–2012), Innenminister (Juni 2012 – November 2012)

## Politischer Einfluss
Der starke Einfluss der Sudairi-Sieben begann unter König Faisal, der im Machtkampf mit seinem Bruder Saud von der Sudairi-Familie unterstützt wurde.  In dieser Zeit trafen sich die Brüder wöchentlich, um die saudische Politik zu diskutieren. Sultan wurde Kronprinz und Verteidigungsminister, Naif Innenminister. 
Als der älteste Bruder Fahd, ab 1962 Innenminister, 1982 König wurde, festigte dies den Einfluss der Familie Sudairi. Er betraute zwei Söhne seines Bruders Sultan ibn Abd al-Aziz  mit wichtigen Posten: Bandar wurde zum saudischen Botschafter in den Vereinigten Staaten und Khalid de facto zum Kommandeur der Streitkräfte während des Zweiten Golfkriegs. 
Neben Fahd und seinen sechs Vollbrüdern entstammen weitere sieben seiner Halbbrüder der Familie Sudairi, da sein Vater mit mehreren Frauen daraus vermählt war.
Die Sudairi-Sieben gelten unter allen Gruppen von Söhnen von Abd al-Aziz noch am ehesten als proamerikanisch.

## Familie
Der Großvater mütterlicherseits der Sieben, Ahmed bin Mohammed Al Sudairi, war ein alter Kampf- und Weggenosse Ibn Sauds und wesentlich an der Rückeroberung der Macht im Nadschd beteiligt. Um die Macht zu sichern, besetzten später Familienmitglieder der Sudairis als treue Gefährten der Saudis die Gouverneursposten zahlreicher Provinz- und Grenzorte. Bis heute sind Ehen zwischen Nachkommen Ibn Sauds und Frauen aus der Sudairi-Familie nicht ungewöhnlich. In der Rangordnung der Aristokratie Saudi-Arabiens steht diese Familie direkt hinter dem Geschlecht der Saud und der Familie des Religionsreformators Ibn Wahhab, den Al Sheikh, an dritter Stelle.